# العصا والجزرة

مفهوم "العصا أو الجزرة" المقبول على نطاق واسع.

العصا والجزرة أو مبدأ الثواب والعقاب هو تعبير مجازي لاستخدام خليط من الثواب والعقاب للحث على السلوك المرغوب.في السياسة، تشير عبارة «العصا أو الجزرة» أحيانًا إلى المفهوم الواقعي للقوة الناعمة والقوة الصلبة. الجزرة في هذا السياق قد تكون الوعد بتقديم مساعدات اقتصادية أو دبلوماسية بين الدول، بينما قد تكون العصا تهديدًا بعمل عسكري.
مصدر هذا التعبير هي أوروبا عندما كانوا أهلها يروضون البغال والحمير باستخدام العصا والجزرة؛ بحيث يتم مسك الجزرة بيد ووضعها أمام الحمار والعصا بيدٍ أخرى، فسيسير الحمار إن طاوع الجزرة وإن عصى فله العصا. وذكرت مصادر أخرى أن لهذا المصطلح أصل آخر وذلك بربط الجزرة على عصا وترك هذه الجزرة تتدلى أمام الحمار ليستمر الحمار في السير ظاناً أنه سيصل للجزرة.
يُذكر أن هذا المصطلح قد شاع استخدامه سياسياً، ويُعتبر اصطلاحاً مسيئاً لمن يُستخدم ضده، إذ تُشير العصا إلى العقوبات والجزرة إلى المساعدات.

## أمثلة
في السنوات التي سبقت الحرب العالمية الثانية وأثناء الحرب نفسها، طبق جوزيف ستالين مبدأ «الجزرة أو العصا» بين دول منطقة النفوذ السوفيتي من أجل إحكام السيطرة عليها. على سبيل المثال، في عام 1934، تراجع ستالين عن قراره بمهاجمة الاشتراكيين في المنطقة، وسمح لهم بدلاً من ذلك بالانضمام إلى «الجبهة الشعبية ضد الفاشية والحرب». على الرغم من النجاح المحدود لهذا التحالف عندما تعلق الأمر بالاستراتيجيات ضد فاشية ألمانيا النازية، استبدل ستالين فعليًا «عصا» العدوان التي كان يستخدمها ضد الاشتراكيين بـ «جزرة» صفقة أفضل لهم قائلا: العضوية في نظام أكثر كاسحة للجبهات الشعبية ضد دول المحور.